# Reichsbauernstadt

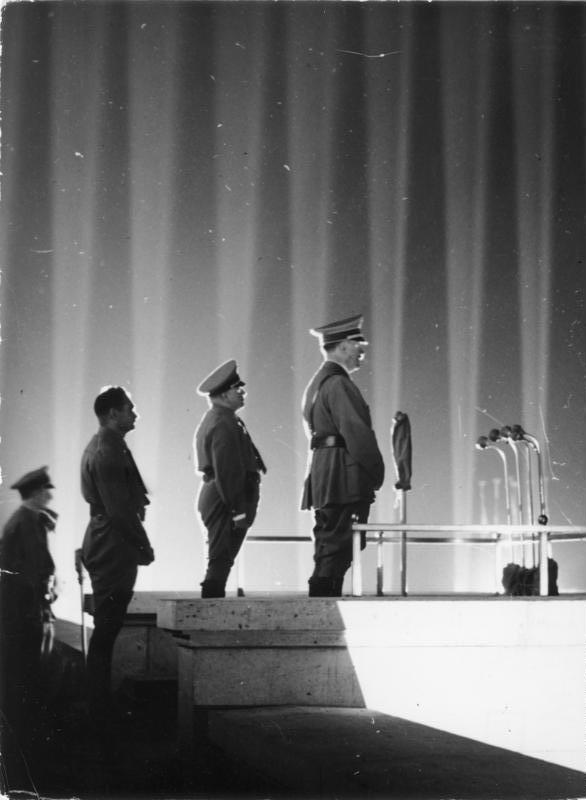
Hur luftvärnsstrålkastare kunde användas, i detta fall vid en Reichsparteitag, Rikspartidag.

Reichsbauernstadt var den nazityska statshederstiteln för staden Goslar mellan 1936 och 1945. 
I januari 1934 förklarade Riksbondeledaren (Reichsbauernführer) och chefen för Reichsnährstand Walther Darré Goslar som säte för organisationen Reichsnährstand och två år senare fick staden sin statshederstitel som Riksbondestad. Goslar var från 1934 till början av andra världskriget plats för Riksbondedagarna (Reichsbauerntage) och Riksskördefesten (Reichserntedankfest) där landet visade upp sin Blut und Boden-ideologi.
Den första Riksbondedagen hölls i Weimar, men tysk bonderomantik passade inte riktigt in i bilden av Goethes och Schillers miljö och man sökte därför en ny plats. Goslar framstod här som idealisk: staden var mer lantlig än Weimar, den hade en mycket gammal stadskärna, en traditionsmedveten och nationellt sinnad befolkning, den låg i Niedersachsen som ansågs vara centrum för vad som kallades den "germansk-tyska bondekulturen" och det var dessutom en tidigare Kaiserstadt, "kejsarsäte". Den stora och lätt sluttande ängen vid slottet Kaiserpfalz Goslar var väl lämpad som samlingspunkt inför marschen som föregick den ceremoni under Riksbondedagarna då de medverkande svor trohetseden till Führern.
Riksskördefesten hölls visserligen söder om Hameln, men från 1934 gick en bilkortege från Hameln till Goslar. Här paraderade sedan SS, SA och jägarförband framför slottet. Vid ett appellmöte på kvällen, upplyst av otaliga facklor och under ett ljustak som skapats av luftvärnsstrålkastare, svor här tusentals människor sin trohetsed till führern under nästan religiöst präglade förhållanden. Den här ceremonin ägde rum två gånger per år; dels vid Riksskördefesten i slutet av september/början av oktober, dels vid Riksbondedagarna i november, vid båda tillfällena i vad man ansåg vara det Tysk-romerska rikets anda.
Riksbondedagar hölls i Goslar 1934, 1935, 1936 och 1938. 1937 ställdes de in på grund av mul- och klövsjuka och från 1939 upphörde de helt på grund av andra världskriget. 